# Syzeuctus rostratus
Syzeuctus rostratus là một loài tò vò trong họ Ichneumonidae.